# David Solga
David Solga (Dortmund, 1982. október 16. –) német labdarúgó, a Borussia Dortmund II középpályása.